# تاکاشی آکییاما
تاکاشی آکییاما (انگلیسی: Takashi Akiyama؛ زادهٔ ۷ اکتبر ۱۹۹۲) بازیکن فوتبال اهل ژاپن است.